# Червоний (радгосп)

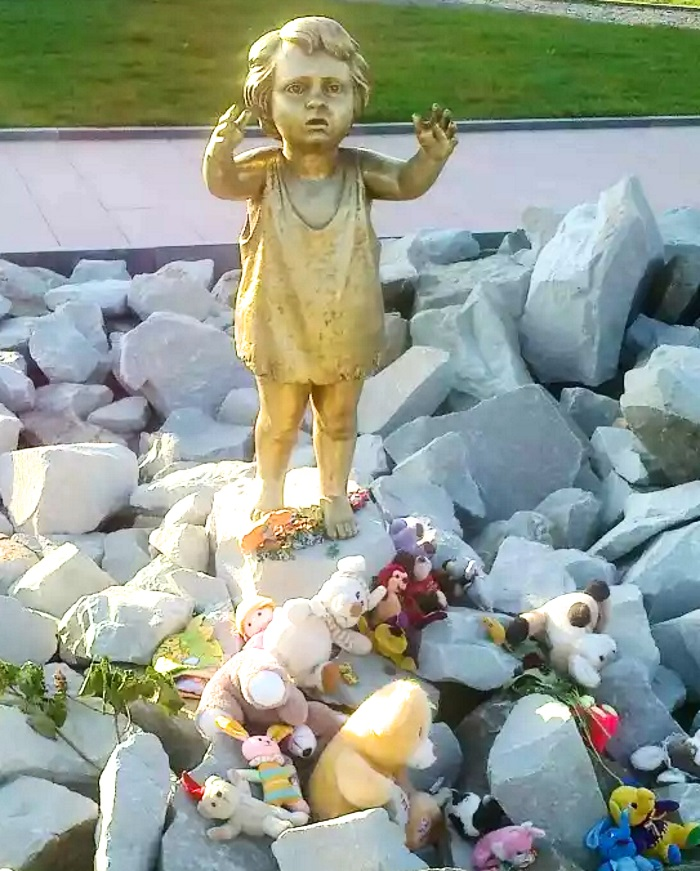
Пам'ятник дітям, убитим у концтаборі «Червоний».

44°58′3″ пн. ш. 34°2′54″ сх. д. / 44.96750° пн. ш. 34.04833° сх. д.
«Червоний» — радгосп поблизу Сімферополя (селище Мирне), на території якого німецька окупаційна влада за пособництва колабораціоністів із місцевого населення організували найбільший у Криму табір смерті. До його визволення Червоною армією в 1944 році, у таборі було вбито від 8 до 10 тисяч чоловік. Колишній табір НКВС для «ворогів народу», що потрапив до рук німців.
Табір керувався структурами СД і поліції безпеки. Серед колабораціоністів службовцями СД та поліції безпеки в Криму були здебільшого росіяни та українці. Комендантом був СС-обершарфюрер Шпекман, охороною займався у тому числі підрозділ 152-й батальйону шуцманшафти Допоміжної поліції порядку (або інакше називався «Schuma»). Охоронцями були люди різних національностей: кримські татари, росіяни, українці. У 1944 році на короткий час використовувався для утримання німецьких військовополонених. У 1944 році і на початку 1970-х років в радгоспі і його околицях велися слідчі дії з виявлення масових поховань радянських громадян та інших доказів військових злочинів.
Після війни радгосп ім. Ф. Е. Дзержинського був одним із великих птахівничих господарств Кримської області.
У 2015 році на території колишнього концтабору було відкрито меморіал.

## Історія

### Радгосп і концтабір НКВС
Радгосп утворений у 1921 році. Тут знаходився табір НКВС для «ворогів народу». Колишній український, а тепер російський історик та публіцист Олег Романько заперечує цей факт та вважає, що це нібито не більше ніж «фейки», що з'явилися тільки у 2012 році, коли було піднято питання про злочини «Шуми» і спорудження пам'ятника жертвам нацизму. На думку Романька, у 1920—1930 роках у цьому місці існував кримськотатарський дитячий будинок у колишньому маєтку А. І. Пастака, який незадовго до війни перетворили в радгосп, що підтверджується в тому числі і німецькими джерелами.В 1939 году совхоз участвовал во Всесоюзной сельскохозяйственной выставке в Москве: 

Отдельный павильон предоставлен крупнейшему птицесовхозу «Красный» Крымской АССР. В этом совхозе, организованном на территории бывших владений помещика Пастака, эксплуататора татарской бедноты, имеется 110 000 голов кур. В 1938 г. совхоз дал 15 миллионов яиц. Механизированные и электрифицированные стенды показывают распорядок дня взрослой птицы в совхозе в различные периоды года. Демонстрируются рационы несушек. На фотографиях показана усадьба совхоза, представляющая собой настоящий благоустроенный городок с прекрасными жилыми домами, водопроводом, электричеством, телефонной связью. В совхозе выходит своя печатная газета, есть школа, клубы, бани, парикмахерская.— Всесоюзная сельскохозяйственная выставка: Путеводитель

### Табір смерті
У роки Німецько-радянської війни, після окупації Криму, радянський табор НКВС для «ворогів народу» німцями 11-ї армії. Це був єдиний німецький концтабір на території Криму.
Табір на території радгоспу був побудований у 1942 році і складався з дерев'яних бараків, по 60 чоловік кожний. Територія була огороджена колючим дротом у два ряди. Згідно з висновком комісії з розслідування, у таборі проводилося масове знищення в'язнів шляхом катувань, розстрілів, отруєння газом у спеціально обладнаних автомобілях («душогубках»), спалення на багаттях, скидання в колодязь живцем, замордовано кілька тисяч чоловік.

### Після війни
Після 1953 року «Червоний» знову став радгоспом, пізніше отримав ім'я Ф. Е. Дзержинського, пізніше Науково-виробничий центр м'ясного птахівництва. Директором радгоспу «Червоний» в 1955—1973 роках був В. П. Марчик, колишній перший заступник начальника Головного управління міліції МДБ СРСР, комісар міліції 2-го рангу у відставці, почесний громадянин Мирнівської сільської ради.
У дослідному господарстві Українського науково-дослідного інституту птахівництва Української академії аграрних наук (УНДІП УААН) радгоспі «Червоний» Сімферопольського району (пізніше Науково-виробничий центр м'ясного птахівництва) побудована перша в СРСР експериментальна бройлерна фабрика з вирощування понад 3 млн м'ясних курчат-бройлерів на рік. Тут розроблялася і вдосконалювалася технологія бройлерного виробництва птиці. У радгоспі були побудовані багатоповерхові будинки, філія УНДІП УААН, гуртожиток, їдальня, дитячий сад, комбікормовий завод, котельні, впорядковано вулиці.

### Розслідування злочинів
Навесні-влітку 1944 року табір короткочасно використовувався радянськими військами для утримання полонених військовослужбовців 17-ї армії. Уже у другій половині квітня 1944 року почалися роботи з ексгумації, упізнання і перепоховання жертв масових страт. Вони фіксувалися слідчими органами та операторами кінохроніки, в тому числі І. А. Запорізьким.
Зі спогадів очевидця ексгумації страчених 10 квітня 1944 року підпільників групи «Соколи» — акторів Кримського академічного театру імені М. Горького: «На розкопках цієї братської могили були присутні сотні людей. Розкопували полонені німці. Шар за шаром. Укладали на поле. Кого упізнавали — вивозили ховати. Упізнали і всіх працівників театру. Добросмислов був дуже худий, виснажений, у спідній білизні, Олександра Федорівна — у жовтій кофтинці і коричневої спідниці, взуття зняте. Усі були розстріляні в потилицю, тільки одному Добросмислову, який, видно, обернувся і крикнув щось в обличчя ворогам, куля увійшла спереду і розтрощила щелепу, а Баришев в останній момент зміг висмикнути руки з дроту та обійняв Савватеєва, так вони разом і лежали».
Уже напочатку 1970-х років наслідком були в основному встановлені і оголошені в розшук основні винні в злочинах: колишній начальник концтабору лейтенант Шпекман Карл, його заступник Ґунц Ганс і Рейнер Ганс, комендант табору Краузе Пауль, командир батальйону «СД» Рот Вільгельм Ганс, його заступник Штеккан Ганс, командир роти Ширинський Яг'я, унтер-офіцер Аппель Фрід — працівник «СД» у таборі, працівник концтабору Айзеле, начальник канцелярії табору Комерляндер Отто, начальник «СД» Криму і Таврії оберштурмбанфюрер Цапп Пауль, заступник начальника «СД» міста Сімферополя Гірке, начальник слідчого відділу «СД» Віхерт, слідчий «СД» Пантельман, поліцай-фюрер Криму генерал Л.-Г. фон Альвенслебен, військовослужбовці охоронної роти «СД», таємної польової поліції і румунського контррозвідувального органу «Центр-Н», 147-го та 152-го батальйону шуцманшафти.
У 1970-ті роки на території концтабору повторно проводилися розкопки у зв'язку з виявленням нових масових поховань. З-під землі були витягнуті рештки кількох тисяч жертв та урочисто перепоховані у братській могилі. На місці масових страт була встановлена меморіальна стела та інші пам'ятні знаки.
У 1970—1971 роках органами держбезпеки України були розшукані і притягнуті до кримінальної відповідальності за ч. 1 ст. 56 КК УРСР Державна зрада колишні службовці 152-го шуцманшафтбатальйону — Теймук Ходжаметов, Абкадар Абжелілов, Шевкет Салаватов, Якуб Куртвелієв, Семен Парасотченко та Микола Кулик.
Хід процесу широко висвітлювався у пресі, через друк розшукувалися потерпілі та свідки. Процес описаний, наприклад, у книзі Героя Радянського Союзу М. В. Авдєєва «У самого Черного моря». Справу розглядала Виїзна сесія Військового трибуналу Червонопрапорного Київського військового округу. Голова суду полковник юстиції А. Е. Бушуєв, державний обвинувач полковника юстиції П. І. Модленко. Особливе місце в процесі зайняв епізод масових страт біля ям у Дубках і біля двох колодязів у самому таборі смерті Червоний у ніч із 10 на 11 квітня 1944 року. Показання давав колишній товариш по службі підсудних Курмамбет Сейтумеров. Він називав кожного вбивцю поіменно, з усіма був особисто знайомий.
Ходжаметов, Абжелілов, Салаватов, Куртвелієв та Парасотченко були засуджені до розстрілу, а Кулик — 15 років виправно-трудових таборів.
На судовому процесі 1974 року під головуванням Героя Радянського Союзу, полковника юстиції Ю. Б. Фрадкова судили Шіхая Асанова, Нарсулу Мензатова та Енвера Менаметова. Підсудний Мензатов, під час допиту підтвердив слова свідка про режим, що панував у таборі смерті на території радгоспу «Червоний». Зокрема він показав, що в таборі вмирали багато «по декілька чоловік на день. Від голоду, дизентерії, непосильної праці, від побоїв. Їх ховали самі ув'язнені. Недалеко від ставка. Там було велике кладовище. Перед нашою втечею німці зрівняли його із землею, щоб ніхто не знав про це. Так наказав комендант».

## Меморіал

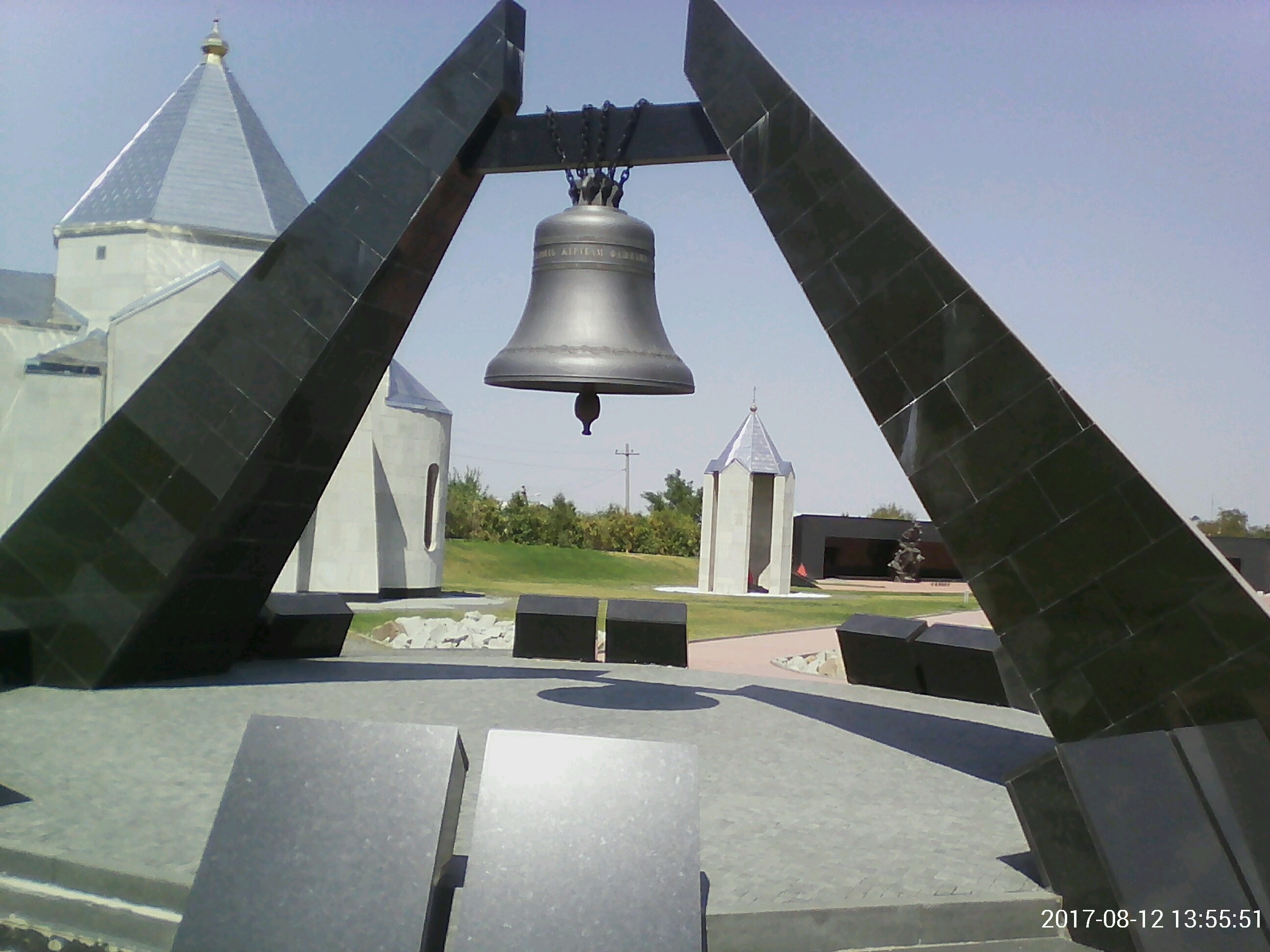
Меморіал на місці концтабору відкритий у 2015 році

Перший пам'ятник жертвам на території радгоспу був встановлений у 1950-і роки. Чотиригранний обеліск спочатку мав напис «Від комсомольців Сімферопольського району комуністам і комсомольцям загиблим у роки Великої Вітчизняної війни від звірячої розправи німецьких фашистів». Наразі він став частиною більш великого меморіального комплексу.
28 листопада 2012 року депутати Верховної Ради Криму прийняли Постанову про оголошення колишнього концтабору історичною пам'яткою місцевого значення «Концтабір „Червоний“».
Після захоплення Криму Російською Федерацією 8 травня 2015 року, через 70 років після закінчення Німецько-радянської війни, був відкритий меморіал в'язням концтабору «Червоний», присвячений усім жертвам нацистів та їхнім пособникам у Криму:
- 71 921 особа була ними вбито в Криму;
- 85 447 осіб були вивезені в Німеччину і багато хто загинув там на роботах.

Пам'яті жертв нацизму і колабораціонізму запалено вічний вогонь. У травні 2016 року відбулося відкриття другої черги меморіалу — «Скверу пам'яті».
Меморіальний комплекс складається з меморіалу пам'яті з братською могилою і Скверу пам'яті на місці спалення. Братська могила розташована в центрі ділянки меморіалу пам'яті. Тут же розташовується обеліск і три знаки на колодязях смерті. Загальна ландшафтна ідея Скверу пам'яті — центральна площа, засипана сірої гранітною крихтою, як символ випаленої землі. У центрі площі скульптура людини зі зв'язаними за спиною руками. Храм-каплиця Всіх кримських святих розташовується з боку від алеї. Має строгу рубану форму у стилі знаків на колодязях смерті та обеліску.

## Історіографія
- Махалова І. А. КОЛАБОРАЦІОНІЗМ У КРИМУ В ПЕРІОД НАЦИСТСЬКОЇ ОКУПАЦІЇ (1941-1944 рр.) / Будницкий Олег Витальевич. — Москва : ВШЕ, 2020. — 277 с.